# Hieracium tephrosoma
Hieracium tephrosoma — вид квіткових рослин з родини айстрових (Asteraceae). Вид зростає в Європі: Австрія, Чехія, Швейцарія, Італія, Польща, Словаччина; це багаторічна рослина помірних біомів.